# منستئوس (انه‌اید)
منستئوس (انگلیسی: Mnestheus) شخصیتی از اسطوره‌شناسی روم است که در «انه‌اید» ویرژیل یافت می‌شود. ویرژیل او را به عنوان قهرمان اجدادی  ممی و «خاندان آساراکوس» توصیف کرده‌است. یکی از تعداد انگشت شماری از ستوان‌های با تعریف مبهم تحت آنیاس، به نظر می‌رسد که ارشدترین ژنرال آئنیاس باشد که در غیاب او مسئولیت کتاب ۹ را بر عهده می‌گیرد. او مقام دوم مسابقه قایق‌رانی را در جریان بازی‌های تشییع جنازه آنخیسس در کتاب ۵ کسب می‌کند.